# Hansestar
Die Hansestar ist ein Katamaran, der bis Ende Oktober 2007 von der Reederei Elbe-City-Jet Schnellfähren auf der Elbe zwischen Hamburg und Stadersand eingesetzt war.

## Geschichte
Das Schiff wurde unter der Baunummer 308 auf der Werft Lindstøl Skips & Båtbyggeri im südnorwegischen Risør gebaut. Der Stapellauf erfolgte am 9. Juli 1997. Das Schiff wurde am 16. Juli 1997 an die Reederei Elbe-City-Jet Schnellfähren abgeliefert. Die Reederei setzte das Schiff zunächst zwischen Hamburg und Cuxhaven ein. Es diente so unter anderem als Zubringer für die Wappen von Hamburg, die von Cuxhaven aus nach Helgoland verkehrte.
Im Jahr 1999 wechselte das Schiff auf die von Elbe-City-Jet Schnellfähren mit zwei kleineren Katamaranen betriebene Strecke zwischen Hamburg und Stadersand und ersetzte dabei die beiden kleineren Fähren. Neben den Landungsbrücken in Hamburg und Stadersand wurde auch der Anleger in Lühe angelaufen. Ab 2005 kamen Blankenese und 2007 Wedel/Schulau als zusätzliche Halte hinzu.
Im März 2008 wurde das Schiff an die niederländische Reederei Eigen Veerdienst Terschelling (EVT) verkauft, die es zwischen Harlingen und Terschelling einsetzte. Neuer Name des Schiffes wurde Willem Barentz (nach dem niederländischen Seefahrer und Entdecker Barents). 
Anfang 2010 wurde das Schiff nach Südkorea verkauft. Es verkehrt dort als Koreana zwischen Incheon und der Insel Deokjeokdo.

## Beschreibung
Das Schiff konnte 322 Passagiere auf zwei Decks befördern. Nach einem Umbau beläuft sich die Passagierkapazität auf 250 Personen. Zusätzlich können 40 Fahrräder befördert werden.
Der Antrieb des Schiffes erfolgt durch zwei MTU-Dieselmotoren (Typ: 12V396TE74L) mit jeweils 1500 kW Leistung. Die Motoren wirken auf zwei Verstellpropeller.